# Stammen 37

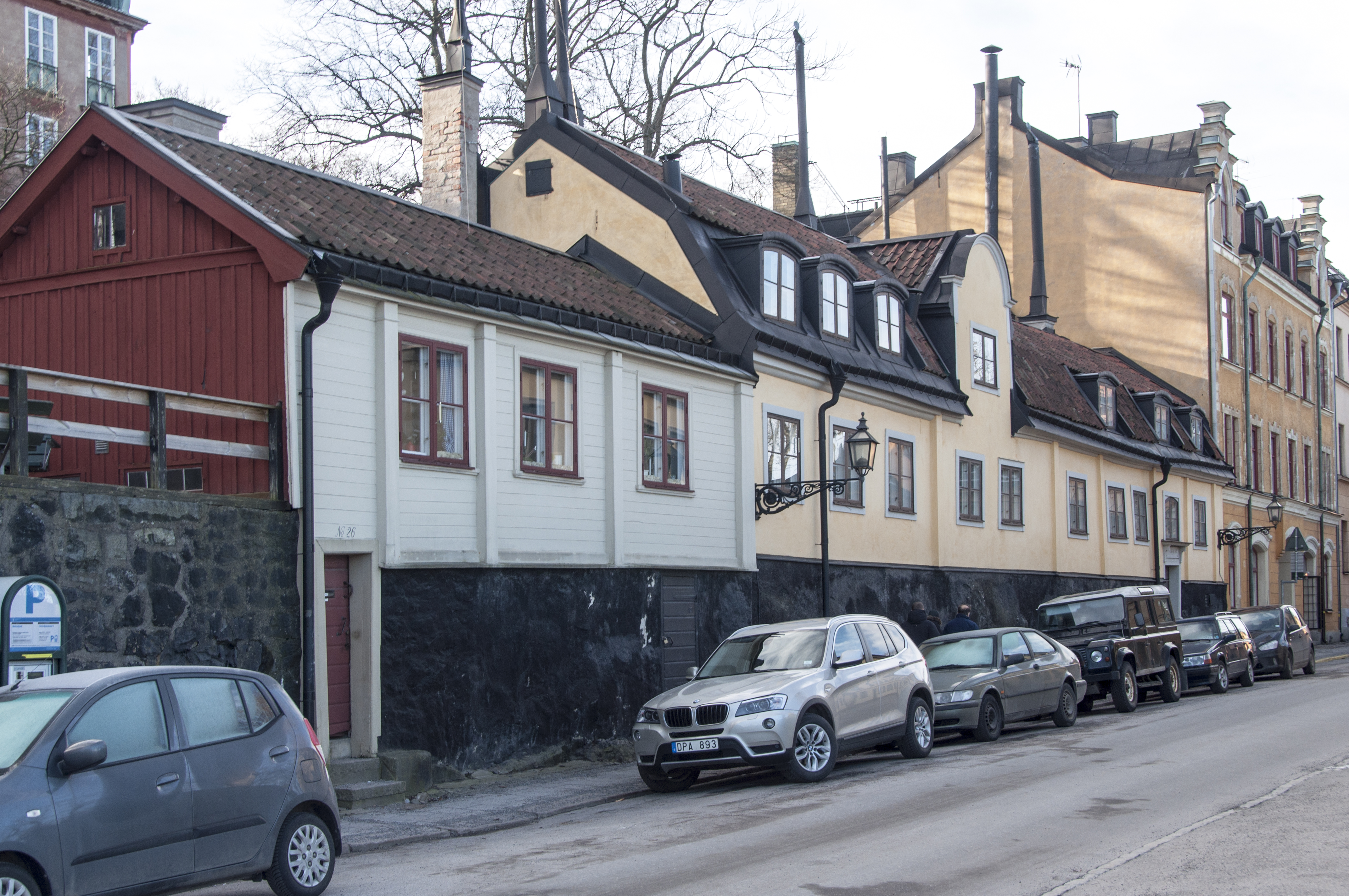
Fjällgatan 26 (närmast) och 24, februari 2014.

Stammen 37 är en fastighet med kulturhistoriskt värdefull bebyggelse vid Fjällgatan 24 och 26 på nordöstra Södermalm i Stockholm. Fastigheten består av flera trä- och stenhus från tidigt 1700-tal till tidigt 1800-tal. Stammen 37 ägs av AB Stadsholmen och är blåmärkt av Stadsmuseet i Stockholm, vilket innebär "att bebyggelsen bedöms ha synnerligen höga kulturhistoriska värden".

## Kvarteret

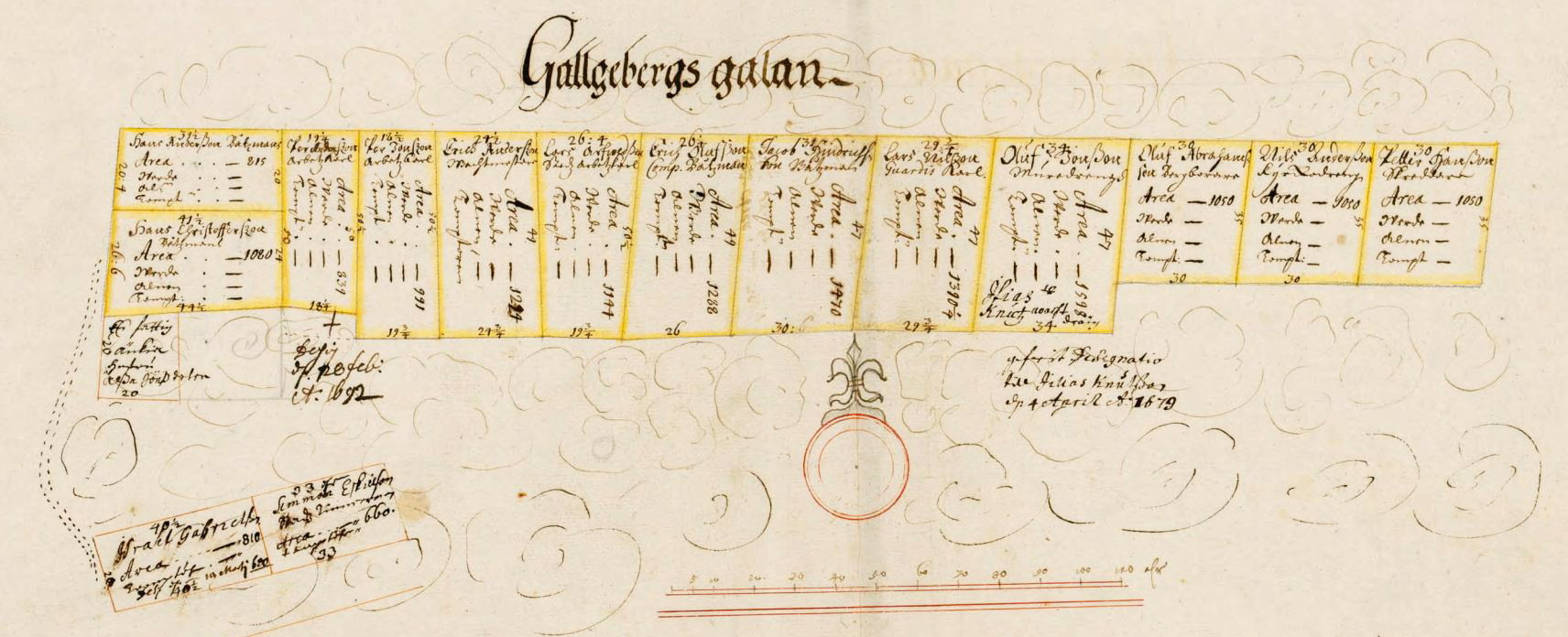
"Quarteret Galgeberget" enligt Holms tomtbok 1674.

Kvarteret Stammen omfattade ursprungligen Fjällgatans södra sida från nummer 14 till 40. Ett tidigare namn var kvarteret Justitia. Här låg Södermalms galgberg, som var Stockholms avrättningsplats under större delen av 1500- och 1600-talen. I Holms tomtbok från 1674 kallas området Quarteret Galgeberget med Gallgebergets gatan i norr som är Fjällgatans äldsta kända namn. På 1930-talet namnändrades delen öster om Sista Styverns trappor (från nummer 30 till 40) i kvarteret Kronan. Kvarteret Stammen och Kronan tillhör samma trädgårdsrelaterade kategori som kvarteren Buketten, Rabatten och Roten samt de numera utgångna kvarteren Blomman, Grenen, Kransen och Stjälken.
Stammen 37 är en hopslagning av de tidigare fastigheterna Stammen 13, 14 och 15, belägna strax väster om Sista Styverns trappor. Fastigheten förvärvades 1901 av Stockholms stad. Samtliga byggnader renoverades och moderniserades i början av 1980-talet efter ritningar av Bengt Holger Jonson med AB Familjebostäder som uppdragsgivare och i samarbete med dåvarande Stockholms stadsmuseum.

## Fjällgatan 24

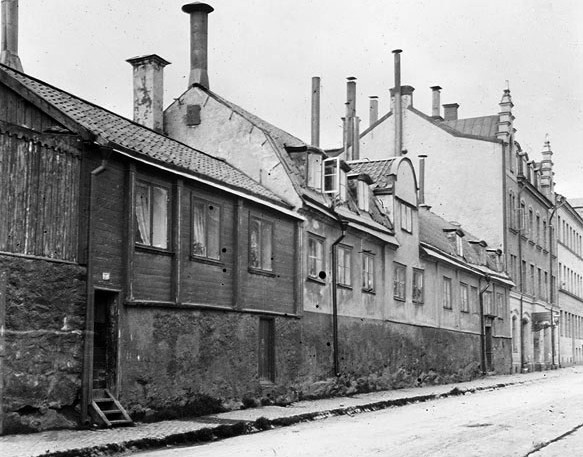
Fjällgatan 26 och 24, omkring 1900.

År 1730 låg här ett timrat bostadshus om tre rum, källare, vind och stall samt fähus. Byggnaden ägdes av spannmålsmätaren Lars Möller som hyrde ut det. I huset bodde tio personer fördelade på tre hushåll. När skepparen Petter Hartulin ägde huset på 1750-talet förlängdes det i väster och inåt gården med en flygelbyggnad av sten. Mellan 1780 och 1802 inreddes vinden i gathuset och en fronton mot gatan tillkom. Huvudbyggnaden förlängdes i början av 1800-talet med en stenbyggnad motsvarande tre fönsteraxlars längd åt öster som därmed anslöt till det äldre trähuset, dagens Fjällgatan 26.
Under hovfröken Sophia Magdalena Ehrengranat, som 1840 ägde nuvarande Fjällgatan 24, genomfördes en omfattande renovering av byggnadsbeståndet. Portgången byggdes om och försågs med en ny portal. Fönster och kakelugnar byttes ut, nya spisar sattes in och i övervåningen uppsattes nya snickerier och dyrbara tapeter. 1869 fick gathuset sitt nuvarande, enhetliga utseende genom att den äldre panelade mittendelen putsades och avfärgades i gul kulör lika fasadens stendelar i öster och väster.

## Fjällgatan 26
Om trähuset med nuvarande adress Fjällgatan 26 finns bara få informationer om dess historik. Möjligtvis har huset varken brandförsäkrats eller värderats vilket ofta ger en bra bild om byggnadens beskaffenhet. År 1730 beskrivs huset som timrat, i en våning och med två rum. Ägaren var packhuskarlen Peter Andersson. Sedan dess har byggnaden i stort sett bevarat sin yttre form och planlösning. På 1880-talet utfördes en renovering då golv, fönster och dörrar byttes. Enligt gammal tradition målades bara husets fasad mot gatan med dyrbar linoljefärg, i det här fallet i grå kulör. För gårdsfasaden och gavlarna togs den billigare falu rödfärgen. Den färgsättningen gäller fortfarande idag.

Bilder
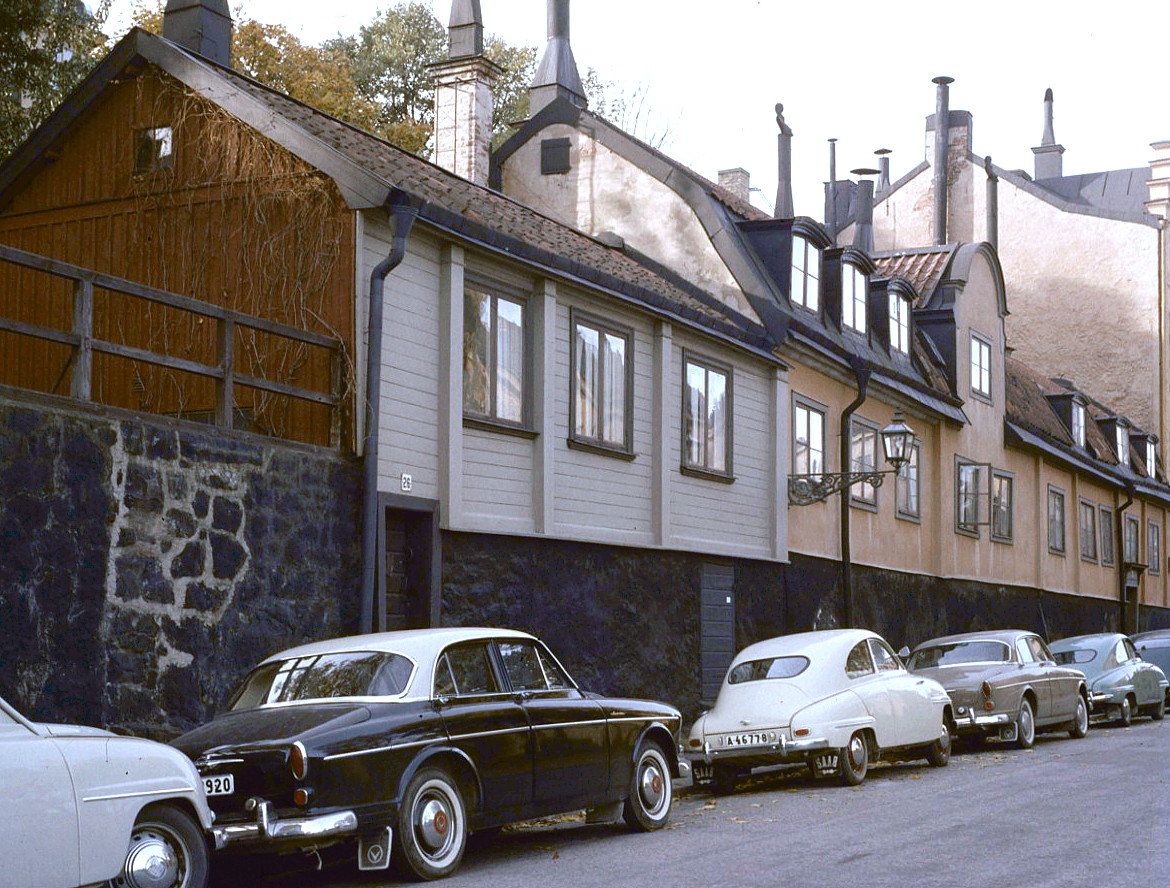
Fjällgatan 26–24 västerut, 1962.
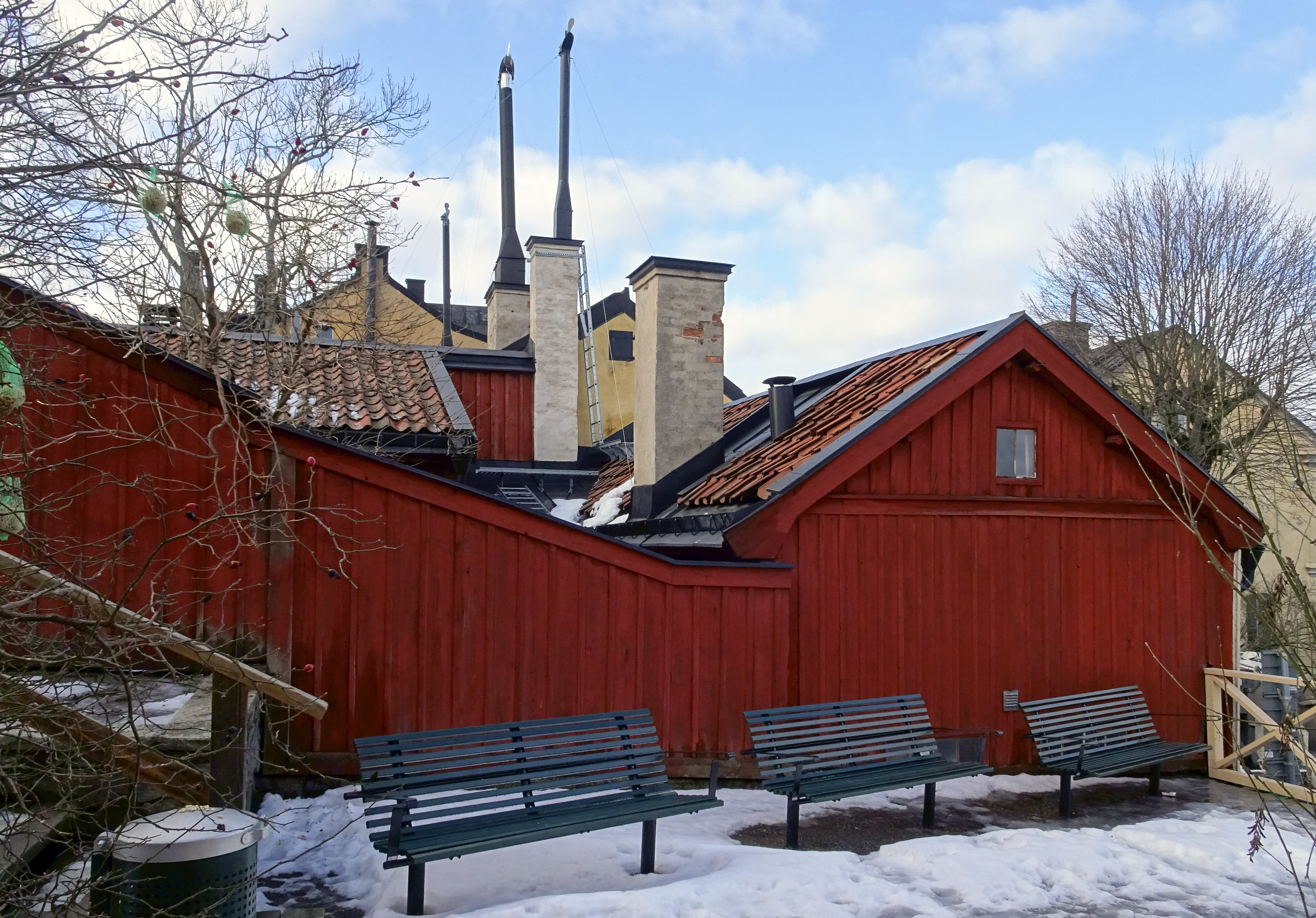
Flällgatan 26, gårdssidan.
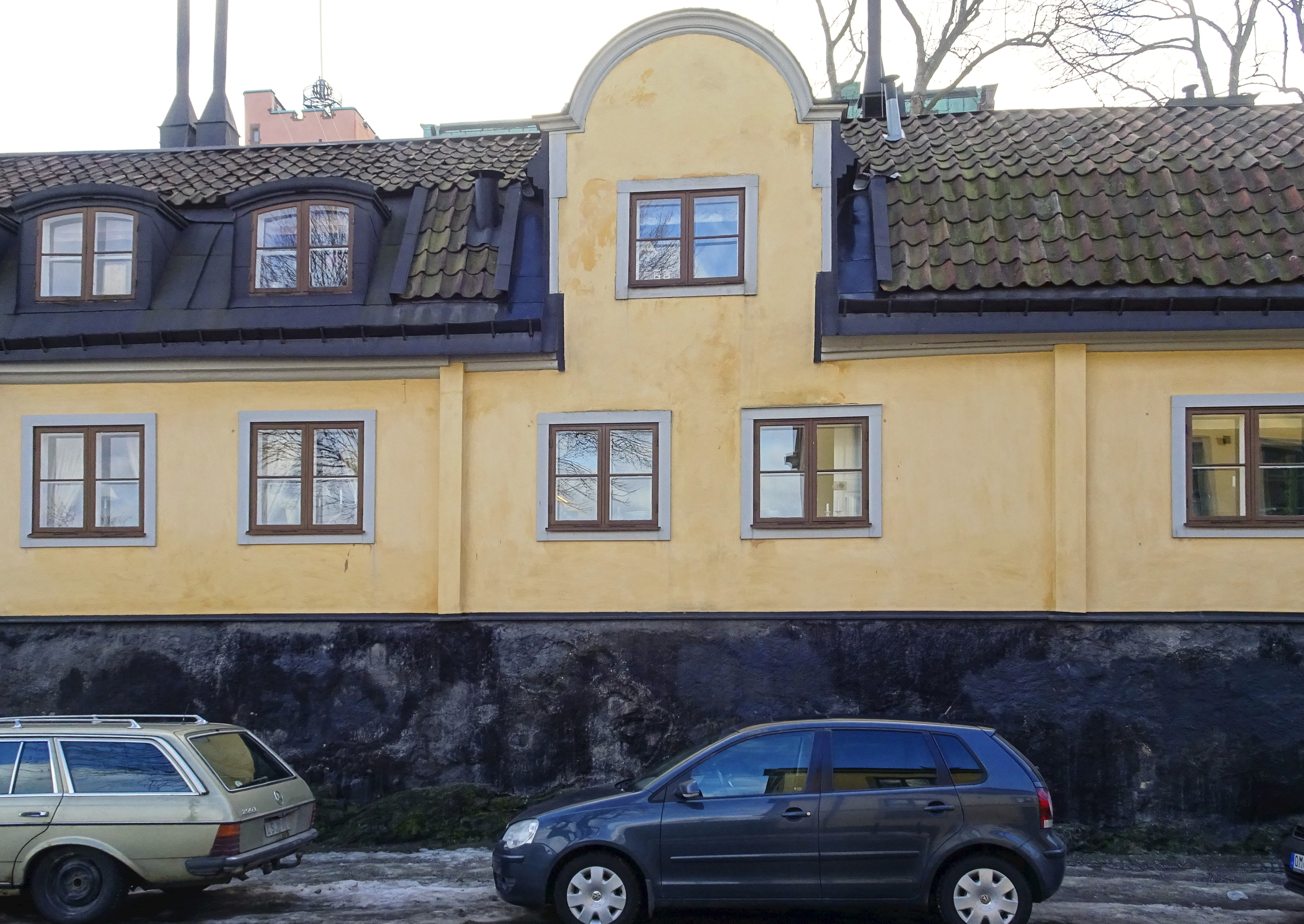
Fjällgatan 24, gathusets fronton.
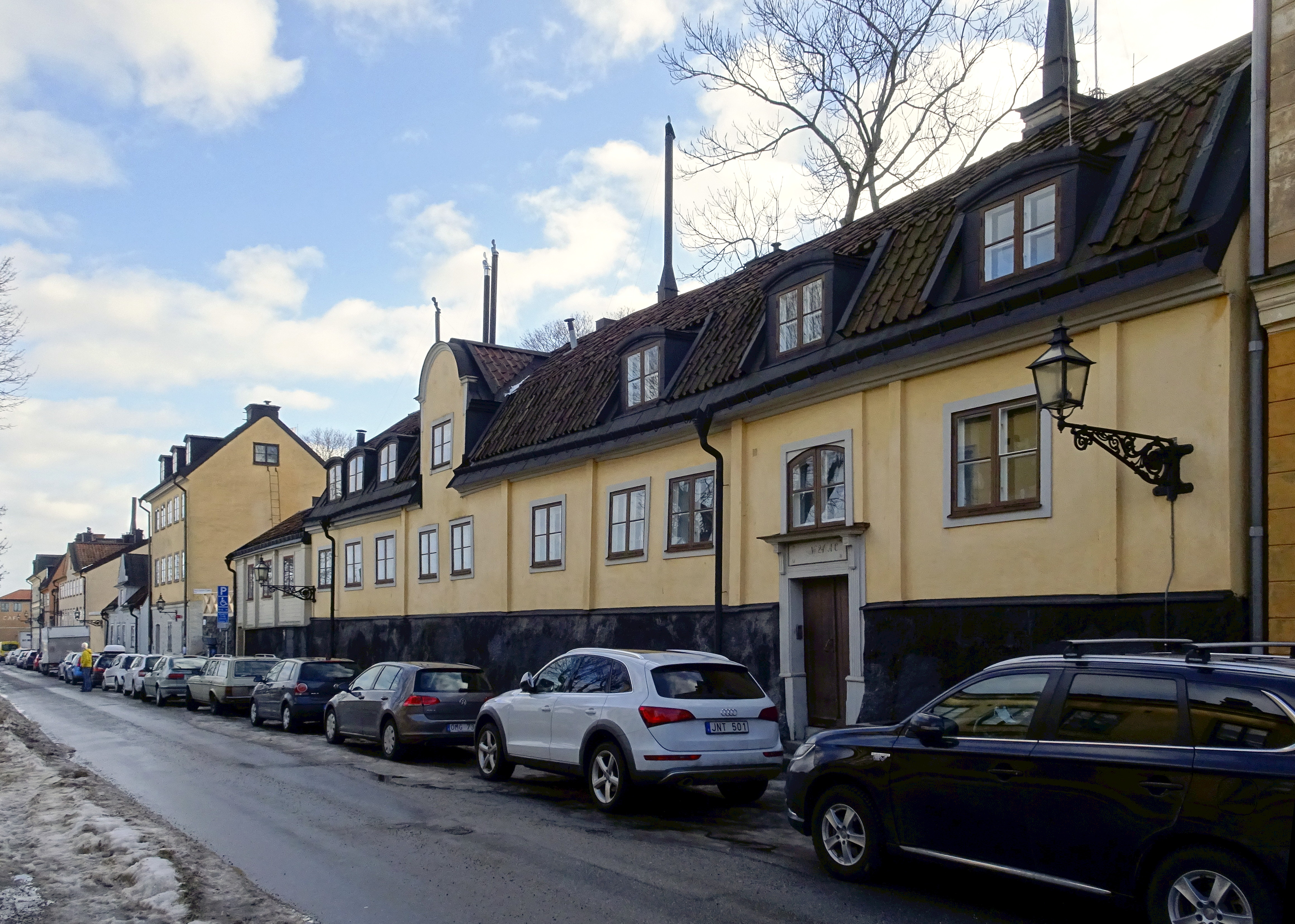
Fjällgatan 24–26 österut, 2019.